# Boîte à couture
Pour les articles homonymes, voir Boîte.
Une boîte à couture est un contenant qui sert au rangement et/ou au transport de matériel de couture.

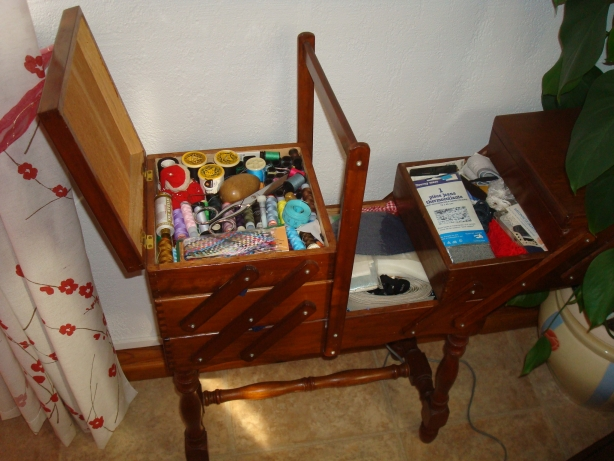
Travailleuse à couture.
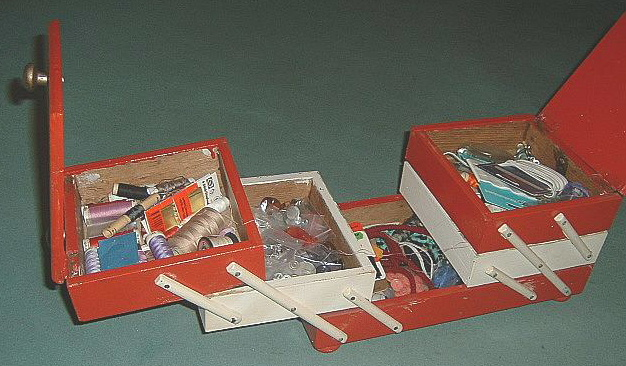
Boîte de couture (~ 1955).
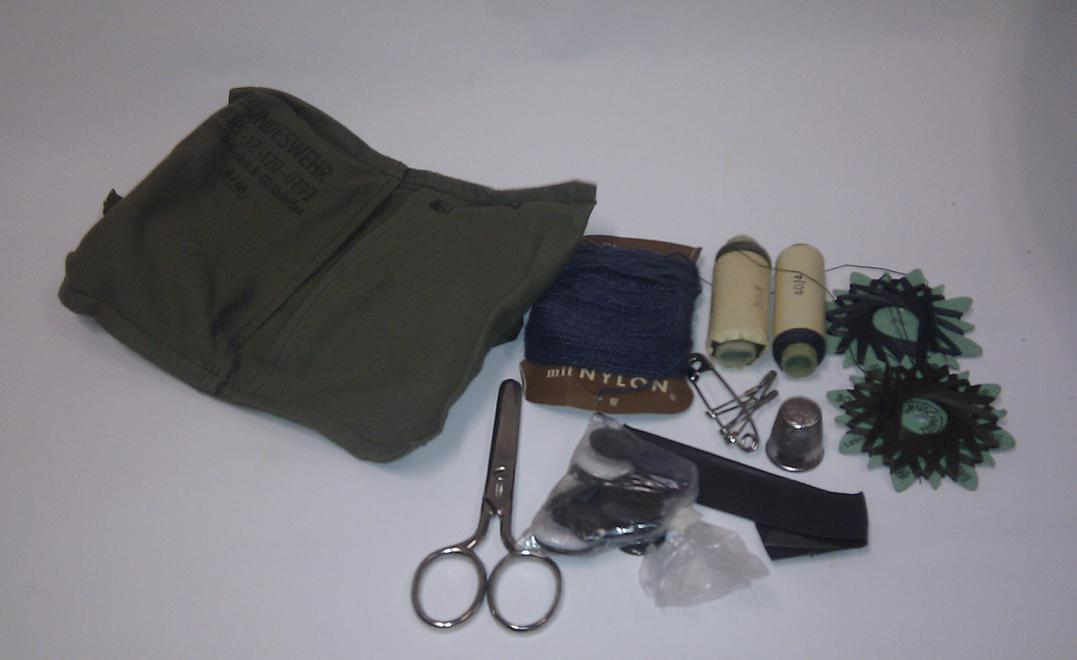
Trousse de couture.
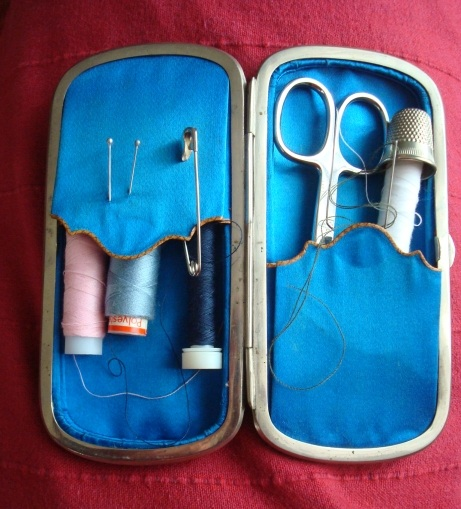
Trousse à couture de voyage.

## Travailleuse
La travailleuse est un petit meuble ou coffret monté sur pieds, composé de casiers qui se déplient pour permettre l'accès aux ustensiles utiles à la couture. 

## Boîte à ouvrage
La boîte à ouvrage est un coffret à casiers ou à tiroirs, sans pieds, muni d'une anse pour le transport du matériel et des objets à réparer.

## Trousse de couture
La trousse est un petit contenant, le plus souvent souple, contenant un minimum de nécessaire à la couture que l'on emmène en voyage.